# David Mercier
David Mercier (ur. 12 grudnia 1968 w Cognac) – francuski niepełnosprawny kolarz. Wicemistrz paraolimpijski z Pekinu w 2008 roku.

## Medale Igrzysk Paraolimpijskich

### 2008
- – Kolarstwo – wyścig uliczny – LC 1–2/CP 4